# マーク・オブ・ザ・ユニコーン
マーク・オブ・ザ・ユニコーン（英: Mark of the Unicorn、MOTU）は、楽曲制作等の音楽関連コンピュータ・ソフトウェアおよびハードウェアのサプライヤー。1981年にアメリカ・マサチューセッツ州で設立。ブランド及び社名である「MOTU」は、かつて用いていた「マーク・オブ・ザ・ユニコーン」の頭文字を省略したものであり、ブランディングの一環として現在は「MOTU」ブランドとして製品をリリースする。
マサチューセッツ州ケンブリッジに本拠を置き、1984年から音楽ソフトウェアノーテーション・エディターProffesional Composer、MIDIシーケンスソフトウェアPerformerを開発する。1980年代半ば、マーク・オブ・ザ・ユニコーンはマッキントッシュ、アタリST、アミーガ向けに生産性ソフトウェアとゲームソフトをリリースし、1990年代から2000年代にかけて自社開発のMIDI制御アプリケーションやオーディオ製品用ドライバー、レコーディングとオーディオミキシングを兼ね備えるDigital Performerを販売している。
多数の業界アワードの受賞歴を誇るMOTUのハードウェアとソフトウェアは、ヒット曲、コンサートツアー、ゴールデンタイムのTVショー、グラミー賞を獲得する大ヒット映画のサウンドトラック、フィルムスコア、MAなど業界トップのプロフェッショナルに使用されている。

## 主な製品

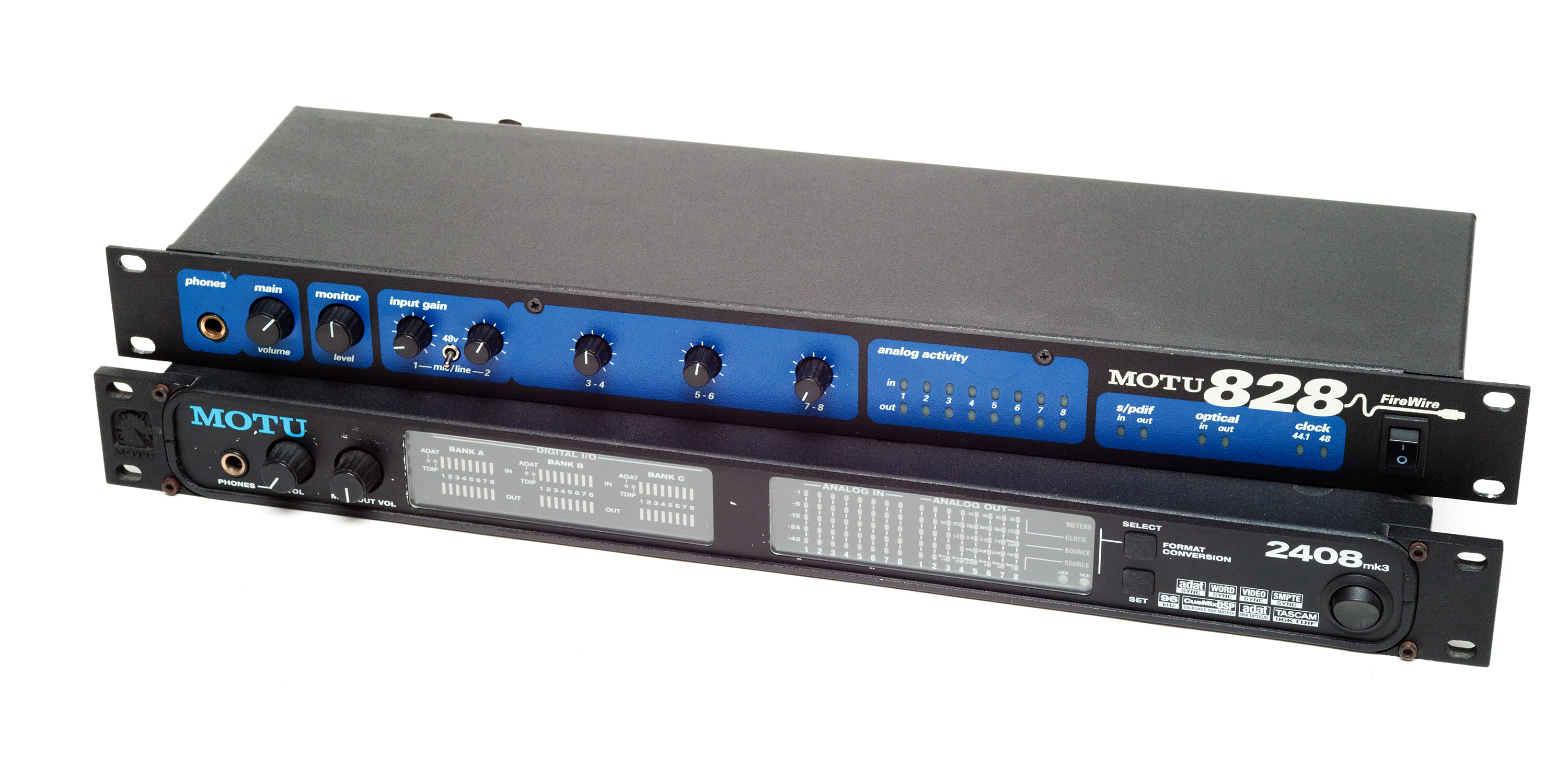
MOTU 828 (top), 2408mk3 (bottom)

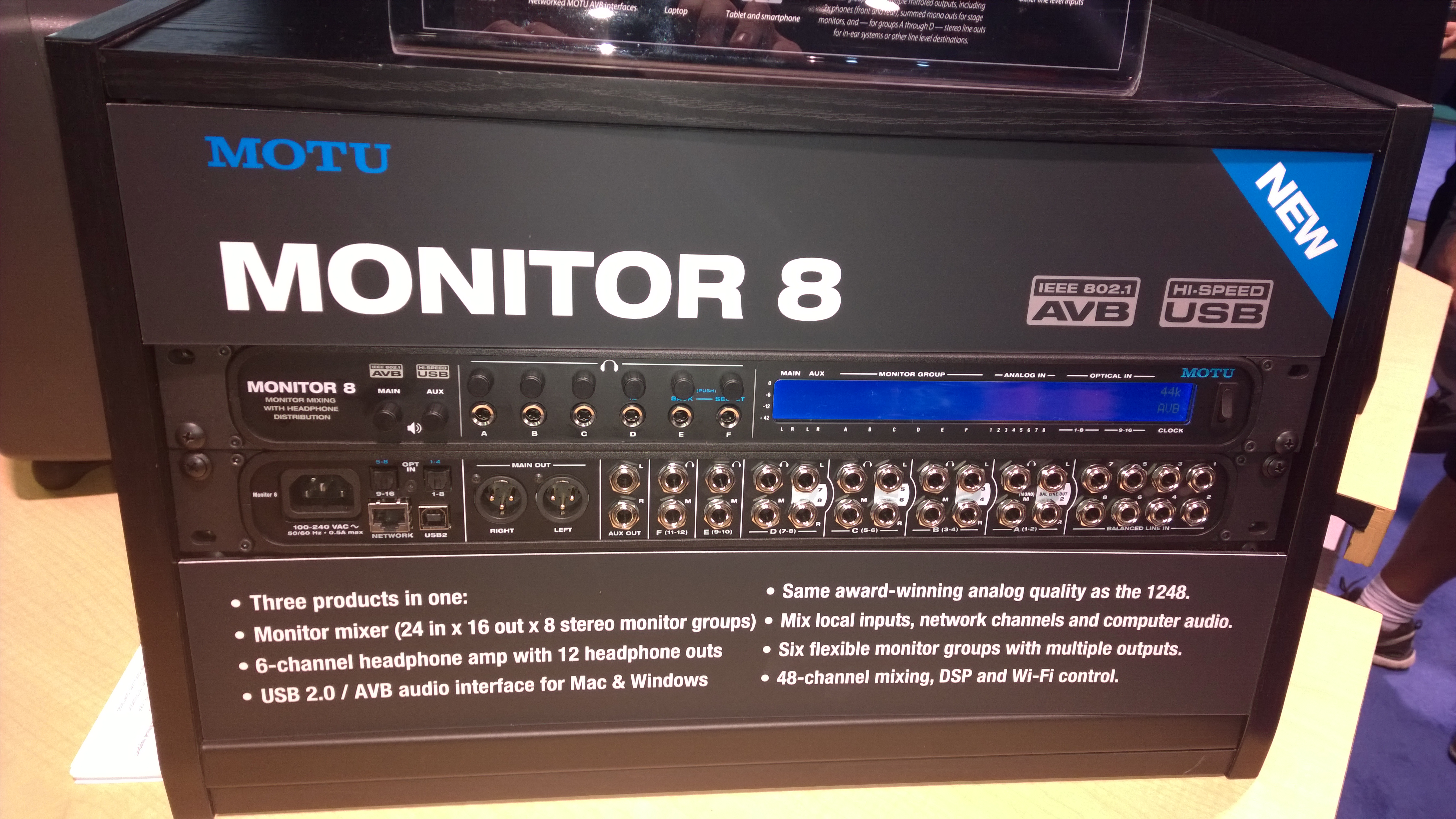
Monitor8

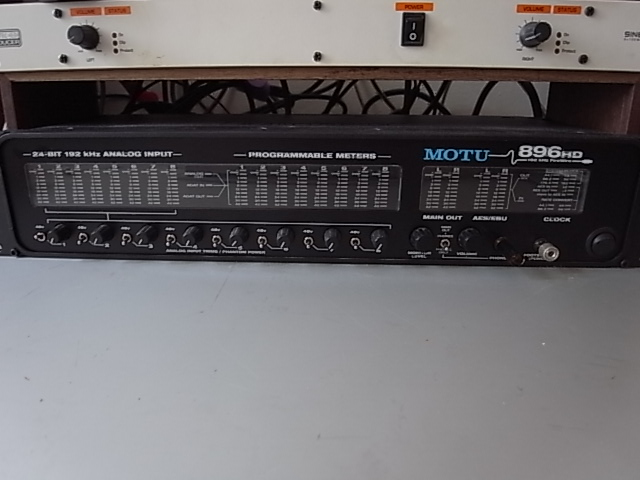
Motu896HD

### オーディオインターフェイス
- USB
  - M2
  - M4
  - UltraLite-mk5
- FireWire
  - 896mk3
  - 896HD
  - 896
  - 8pre
- Thunderbolt
  - 828X
  - 828es
  - 1248
  - 8M
  - 8pre-es
  - 16A
  - 112D
  - 8A
  - 624

### ソフトウェア
- Cross-platform (Mac & Windows)
  - Digital Performer
  - MachFive
  - MOTU Symphonic Instrument
  - MOTU Ethno Instrument

### MIDIインターフェイス
- USB
  - MIDI Timepiece AV
  - MIDI Express XT
  - Micro Express
  - Express 128
  - Micro Lite
  - Fastlane (2x2)
- Parallel
  - MIDI Timepiece AV
  - MIDI Express XT
  - Micro Express
  - PC-MIDI Flyer
  - Pocket Express
  - MIDI Express PC Notebook
  - MIDI Express PC
- Serial
  - MIDI Timepiece AV
  - MIDI Express XT
  - Micro Express
  - Fastlane (1x3)
  - Pocket Express
  - MIDI Express
  - MIDI Timepiece II
  - MIDI Timepiece

## 販売代理店
日本国内では、株式会社ハイ・リゾリューションが輸入・販売を行っている。